# Taylor Holmes
Taylor Holmes (Newark, New Jersey, 16 de mayo de 1878 - Hollywood, California, 30 de septiembre de 1959) fue un actor estadounidense que apareció en más de 100 obras teatrales de Broadway a lo largo de sus 5 décadas de carrera artística, Sin embargo, probablemente es más recordado por sus papeles cinematográficos, los cuales comenzaron a partir de 1917 en el cine mudo. Fue protagonista en una de sus primeras películas, A Pair of Sixes (1918), producida por George K. Spoor. 

## Biografía
Holmes nació el 16 de mayo de 1878, en Newark, New Jersey.

## Teatro
Holmes comenzó su carrera teatral en el vodevil e hizo su primera aparición profesional en el Keith's Theatre de Boston en el año de 1899. En 1900 apareció en la obra de teatro Candida de George Bernard Shaw en Chicago, la primera producción en Estados Unidos. Un conocido crítico teatral británico, William Archer, vio la producción y convenció a Holmes para que viajara a Londres y continuara allí su carrera. Holmes buscó a Archer en Londres unos meses más tarde, y se unió a la compañía fundada por Olga Nethersole. Logró un éxito regular antes de regresar a los escenarios estadounidenses.
Holmes debutó en Broadway en febrero de 1900 con la polémica obra de teatro Sapho, que fue clausurada después de 29 representaciones al ser acusada de indecencia. Holmes interpretó a Rosencrantz con E. H. Sothern en una producción de Hamlet y realizó giras con Robert Edeson. Apareció en otros éxitos teatrales como The Commuters, The Music Master y His Majesty Bunker Bean.

## Filmografía parcial
Mudo
- Efficiency Edgar's Courtship (1917) cortometraje
- Fools for Luck (1917)
- Two-Bit Seats (1917)
- The Small Town Guy (1917)
- Uneasy Money (1918)
- Ruggles of Red Gap (1918)
- A Pair of Sixes (1918)
- It's a Bear (1919)
- A Regular Fellow (1919) (*George Eastman preserved)
- Taxi (1919)
- Upside Down (1919)
- Three Black Eyes (1919)
- Nothing But the Truth (1920)
- The Very Idea (1920)
- Nothing But Lies (1920)
- Twenty Dollars a Week (1924)
- Her Market Value (1925)
- The Crimson Runner (1925)
- The Verdict (1925)
- Borrowed Finery (1925)
- One Hour of Love (1927)
- Should a Mason Tell? (1927) cortometraje
- Their Second Honeymoon (1927) cortometraje
- King Harold (1927) cortometraje

Sonoro
- Lovers' Delight (1929) cortometraje
- He Did His Best (1929) cortometraje
- Let Me Explain (1930) cortometraje
- Dad Knows Best (1930) cortometraje
- The Crime of Dr. Forbes (1936)
- Make Way for a Lady (1936)
- Boomerang (1947)
- El beso de la muerte (1947)
- Nightmare Alley (El callejón de las almas perdidas) (1947)
- Smart Woman (1948)
- Act of Violence (1948)
- Joan of Arc (1948)
- Once More, My Darling (1949)
- A Christmas Carol (1949)
- Woman in Hiding (1949)
- Mr. Belvedere Goes to College (1950)
- Quicksand (1950)
- Bright Leaf (1950)
- Drums in the Deep South (1951)
- Two Tickets to Broadway (1951)
- Hold That Line (1952)
- Hoodlum Empire (1952)
- Beware, My Lovely (1952)
- Los caballeros las prefieren rubias (1953)
- The Outcast (1954)
- The Maverick Queen (1956)
- La bella durmiente (1959) (voz)